# Yuto
Yuto és una ciutat i municipi del departament Ledesma, sud-est de la província argentina de Jujuy que el 2001 tenia 7.732 habitants.

## Geografia
La regió és un peu de mont de contacte entre les iunguesi la plana del Gran Chaco.

### Clima
El clima és subtropical, amb estius calorosos i hiverns suaus i una temperatura mitjana anual és de 21 °C. A l'estiu les temperatures se situen entre 21 i 42 °C, amb humitats relatives força elevades. Els hiverns són suaus, amb temperatures entre 8 i 24 °C, tot i que durant les matinades de juny i juliol pot arribar a glaçar. La precipitació mitjana anual és de 850 mm, concentrada de novembre a maig. Els vents solen ser suaus amb preponderància sud, sud-est, a nord, nord-est.

## Toponímia
Suposadament deriva del quítxua, on significa "curt o escàs", tot i que pot procedir de llengües indígenes de les ètnies ocloyas, omaguacas, chanés, wichis o fins i tot ser un arcaisme del castellà.

## Història
Abans de l'arribada dels castellans el territori va ser poblat per ocloies, churumates, chanés, chorotís i wichis. Durant el segle xv se'ls afegiren els quítxues procedents dels territoris de l'actual Perú. La presència europea va començar amb l'arribada dels conquistadors castellans durant el segle xvi, tot i que la consolidació dels europeus va ser lenta, en gran manera per les dificultats climàtiques i d'accessibilitat.

## Disputa de límits amb Salta
Com a conseqüència d'unes inundacions que van tenir lloc el 1957, que van canviar el curs del riu Las Piedras, terrenys de Jujuy de la "Colònia Agrícola de Yuto" van quedar situats al marge esquerre del nou curs del riu a les zones anomenades "La Isla" i "El Bolsón". Degut a disputes de jurisdicció judicial, l'11 de març de 1983, els governadors de Salta i Jujuy signaren una declaració per la qual acordaven mantenir l'statu quo, pel qual el límit interprovincial va continuar sent la llera històrica del riu de Las Piedras, anterior a les inundacions de 1957, tal com estableix la Real Cèdula de la Corona espanyola de 1797 que va aprovar la fundació d'Oran de 1725.